# Rhapis excelsa
Rhapis excelsa is de botanische naam van een palmsoort. Deze komt uit Zuid-China, uit tropische en subtropische gebieden, op kalkgronden, in regenwouden waar er voldoende schaduw is en waar deze plant behoefte aan heeft.

## In cultuur in de Benelux
De dwergvorm groeit in pollen. De dunne stammetjes worden 2-3 m hoog. De kleine bladeren zijn volledig ingesneden tot aan de bladsteel. De korte bloeiwijzen zijn roos-crèmekleurig. De kleine vruchten zijn rond en wit.
Deze palm heeft schaduw nodig en moet uit de wind gehouden worden. Hij kan tot -5 °C tot -6 °C vorst verdragen, tot -8 °C gedurende korte perioden.